# Азербайджанский институт учителей
Азербайджанский институт учителей (азерб. Azərbaycan müəllimlər institutu) — высшее учебное заведение, действовавшее в 1929—2015 годах и осуществлявшее подготовку, переподготовку и повышение квалификации педагогических кадров.

## История
С 1920 года Комиссариатом народного просвещения организовывались краткосрочные курсы (2-6 месяцев) для школьных учителей. В 1927 году Комиссариат народного просвещения создал домашние педагогические техникумы, в которые были привлечены 1500 учителей. Целью этих курсов подготовка заочным путём учителей со среднеспециальным образованием. Также особое внимание уделялось на переподготовку учительских кадров.
1 октября 1929 года на основании Решения Коллегии Комиссариата народного просвещения Азербайджанской ССР от 13 июля 1929 года был открыт Азербайджанский институт повышения квалификации кадров народного просвещения. В состав института вошли домашние педагогические техникумы, бывший педагогический факультет и заочные методические курсы. Вначале институт занимался лишь переподготовкой педагогических кадров, которая велась через заочные (высшие и средние) и краткосрочные курсы. Переподготовкой были охвачены работники просвещения всех категорий.
В 1939 году Институт повышения квалификации кадров народного просвещения был заменен Республиканским институтом повышения квалификации учителей.
В 1972 году Республиканский институт повышения квалификации учителей был реорганизован в Центральный институт повышения квалификации учителей. В целях улучшения системы повышения квалификации работников народного просвещения решением Совета министров Азербайджанской ССР за № 398 от 4 октября 1989 года Азербайджанский центральный институт повышения квалификации учителей был реорганизован в Главный институт повышения квалификации и переподготовки педагогических кадров. Ему был присвоен статус высшей школы I категории. Институт перешёл на кафедральную систему, были организованы факультеты для реализации работы по повышению квалификации.
В 2000 году на основании указа президента Азербайджанской Республики за № 349 на базе Главного Института повышения квалификации и переквалификации педагогических кадров был создан Азербайджанский институт учителей с 12 филиалами в регионах Нахичевань, Гянджа, Сумгаит, Мингечаур, Казах, Шемахы, Куба, Сальяны, Джалилабад, Агджабеди, Шеки, Закаталы и с учебно-консультативным пунктом в Ленкорани.
В 2015 году указом президента Азербайджана Ильхама Алиева институт был ликвидирован, а его научно-образовательная база передана в подчинение Азербайджанскому государственному педагогическому университету, за исключением нахичеванского филиала, продолжившего функционировать как самостоятельный институт учителей. Последним ректором Азербайджанского института учителей была Агия Нахчыванлы.

## Общая информация
К функциям Азербайджанского института учителей (АИУ) и его филиалов относились:
1. Первичная подготовка педагогических кадров (ступень бакалавра)
2. Повышение квалификации педагогических кадров
3. Переподготовка педагогических кадров
4. Усовершенствование учителей

Кроме этого, в последние годы в базовом институте проводилась подготовка педагогических кадров и на ступени магистратуры.
По состоянию на 2013 год всего в филиалах работало 1079 сотрудников, из которых 533 составляли профессорско-преподавательский состав. В базовом институто работало 260 сотрудников, из которых 119 составляли профессорско-преподавательский состав.
В институте функционировали 3 факультета, 12 кафедр, фундаментальная библиотека, компьютерный центр.

## Факультеты
- Педагогика
- Педагогика и филология
- Повышение квалификации и усовершенствование педагогических кадров

## Кафедры
- Педагогика
- Психология,
- Литература и методика её преподавания
- Азербайджанский язык и методика его преподавания
- Иностранные языки
- Естественные науки и методика их преподавания
- Математика и методика её преподавания
- Общественные науки
- Информационные технологии и методика их преподавания
- Управление образованием и профессиональное обучение
- Методика начального и дошкольного образования
- Гражданская оборона, основы медицинских знаний и физическая культура